# Furosemid
Furosemid je snažni diuretik koji se vrlo često primjenjuje u kliničkoj praksi. Kemijski gledano furosemid je sulfonamid, derivat antranilne kiseline. 

## Djelovanje
Veže na Na+/K+/2Cl- suprijenosnik na luminalnoj membrani debelog segmenta uzlaznog kraka Henleove petlje i blokira ga. Zbog toga u uzlaznom kraku Henleove petlje ne može doći do reapsorpcije elektrolita i vode, a lagano je blokirana reapsorpcija i u proksimalnom i distalnom tubulu. Stoga povećana količina elektrolita u primarnoj mokraći zadržava vodu, elektroliti i voda prolaze ostale dijelove nefrona i u povećanom obimu bivaju eliminirani u mokraćni sustav. Također, furosemid djeluje vazodilatorno u bubregu, što pojačava filtraciju krvi i samu diurezu. 
Furosemid je jak diuretik i dovodi do izlučivanja 15-25% filtriranog natrija. Furosemid može in vitro u većim dozama inhibirati transport elektrolita inhibicijom Na+/K+/2Cl- suprijenosnika i u drugim tkivima. Takav učinak furosemida u srednjem uhu može dovesti do promjene sastava elektrolita i time pridonijeti ototoksičnosti lijeka. Furosemid dolazi u obliku tableta i injekcija, pri čemu su injekcije rezervirane za pacijente koji nisu u mogućnosti uzimati lijek na usta ili za pacijente u hitnim kliničkim situacijama.

## Primjena
Furosemid se koristi za liječenje hipertenzije, u slučajevima edema povezanim s kongestivnim zatajenjem srca, cirozom jetre i bubrežnim bolestima uključujući nefrotski sindrom. Furosemid je pogotovo pogodan kada je neophodno primijeniti medikament s jačim diuretskim učinkom. U hitnim slučajevima akutnog edema pluća neophodan je što brzi diuretski efekt pa se stoga u tim slučajevima furosemid primjenjuje intravenski ili intramuskularno. 
U slučajevima hipertenzije primjenjuje se oralni oblik furosemida. Moguće je primijeniti ga samostalno ili u kombinaciji s drugim antihipertenzivima. Dakako valja ga primijeniti samo onda kada drugi diuretici i/ili antihipertenzivi nisu efikasni.
Furosemid se primjenjuje i u preventivi akutnog zatajenja bubrega i može se koristiti kod bolesnika s bubrežnim zatajenjem. Furosemid se primjenjuje i kada je neophodna forsirana diureza u slučaju trovanja lijekovima (predoziranje) ili nekim drugim otrovima, a upotrebljava se i za ispiranje bubrega u slučajevima kada prijeti akutno zatajenje bubrega (npr. mioglobin - nakon nagnječenja mišićnog tkiva; hemoglobin - nakon obilne hemolize).
S obzirom na to da izaziva obilati gubitak kalijevih iona on se skoro uvijek primjenjuje u kombinaciji s pripravcima kalija, pogotovo u slučajevima kada se s njime liječi hipertenzija, jer bi gubitak kalijevih iona bio vrlo štetan za aktivnost srca. 

## Nuspojave
Furosemid ne smiju koristiti pacijenti s anurijom, a dijabetičari bi trebali biti posebno oprezni jer furosemid povećava koncentraciju glukoze u krvi. Pacijenti koji su alergični na sulfonamide mogu biti alergični i na furosemid. Zbog primjene furosemida koža nekih pacijenata može biti senzibilizirana na sunčevo svjetlo.
Kod pacijenata s cirozom jetre i ascitesom terapiju furosemidom je najbolje obaviti u bolnici. U hepatičkoj komi i u stanjima snižene koncentracije elektrolita, terapija ne bi trebala biti započeta sve dok ne bude popravljeno stanje organizma, jer zbog primjene furosemida sam organizam gubi kalij i dolazi u stanje metaboličke acidoze. Prijavljeni su slučajevi tinitusa i reverzibilnog ili ireverzibilnog gubitka sluha. Brojni slučajevi potvrđuju da je furosemidovo ototoksično svojstvo povezano s brzim iniciranjem furosemida.
Moguće nuspojave jesu pankreatitis, ikterus, sistemski vaskulitis, intersticijski nefritis, tinitus i gubitak sluha, parestezija, vrtoglavica, zamagljeni vid, aplastična anemija (rijetko se javlja), trombocitopenija (sniženi broj trombocita), eksfolijativni dermatitis, hiperglikemija i hiperuricemija.